# Maison au 6, rue des Juifs à Bouxwiller
La maison au 6, rue des Juifs est un monument historique situé à Bouxwiller, dans le département français du Bas-Rhin.

## Localisation
Ce bâtiment est situé au 6, rue des Juifs à Bouxwiller.

## Historique
L'édifice fait l'objet d'une inscription au titre des monuments historiques depuis 1930.

## Architecture

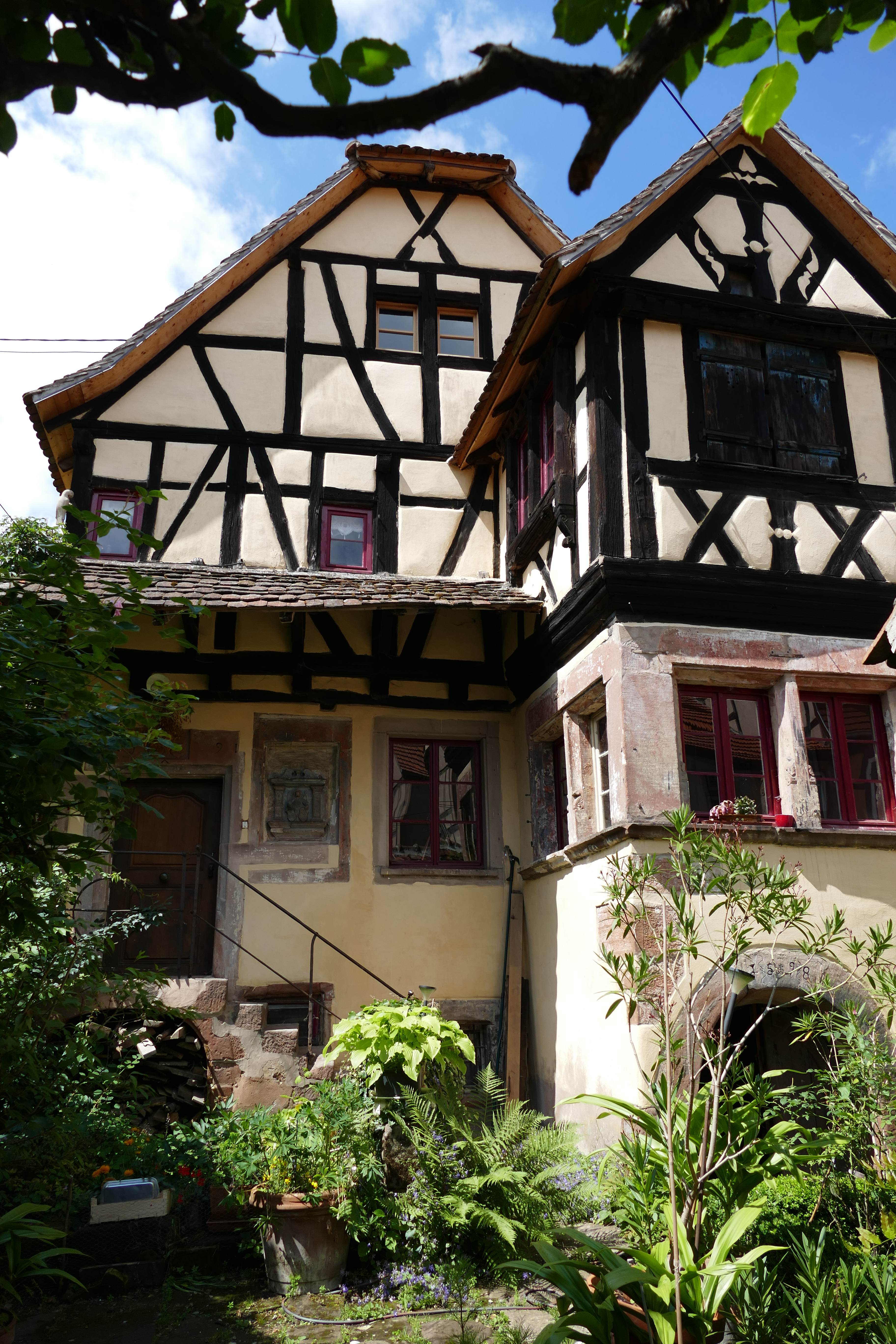
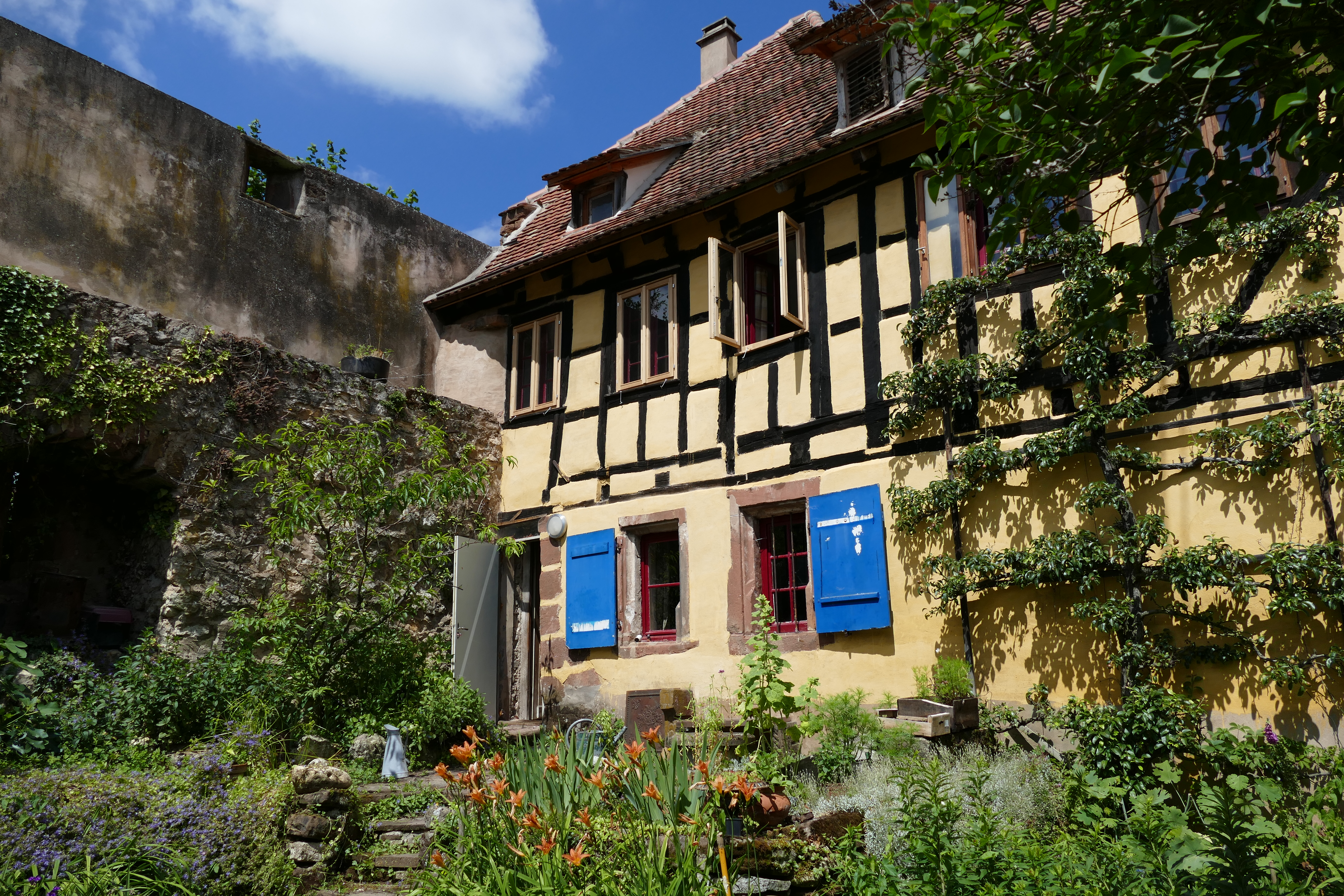
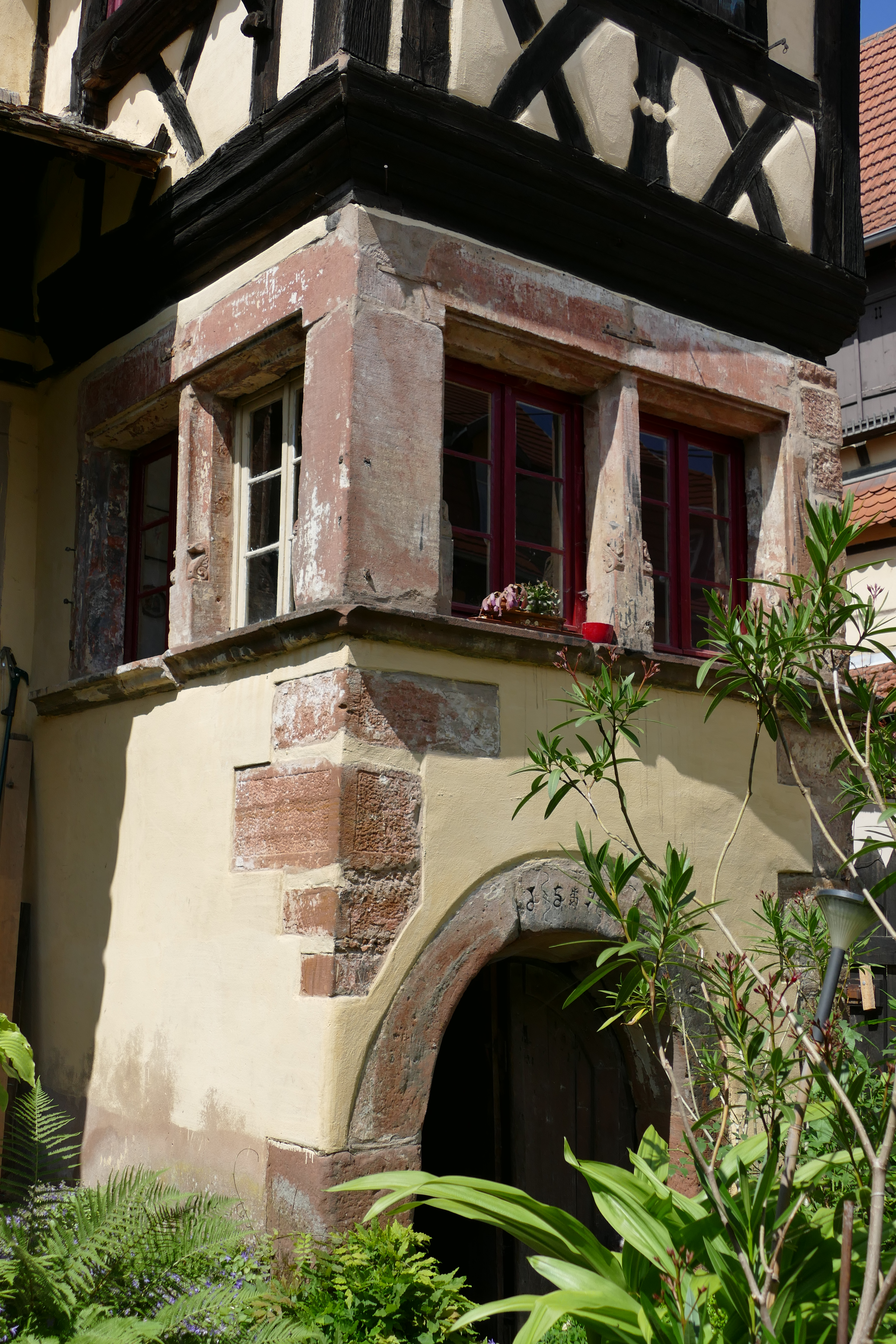
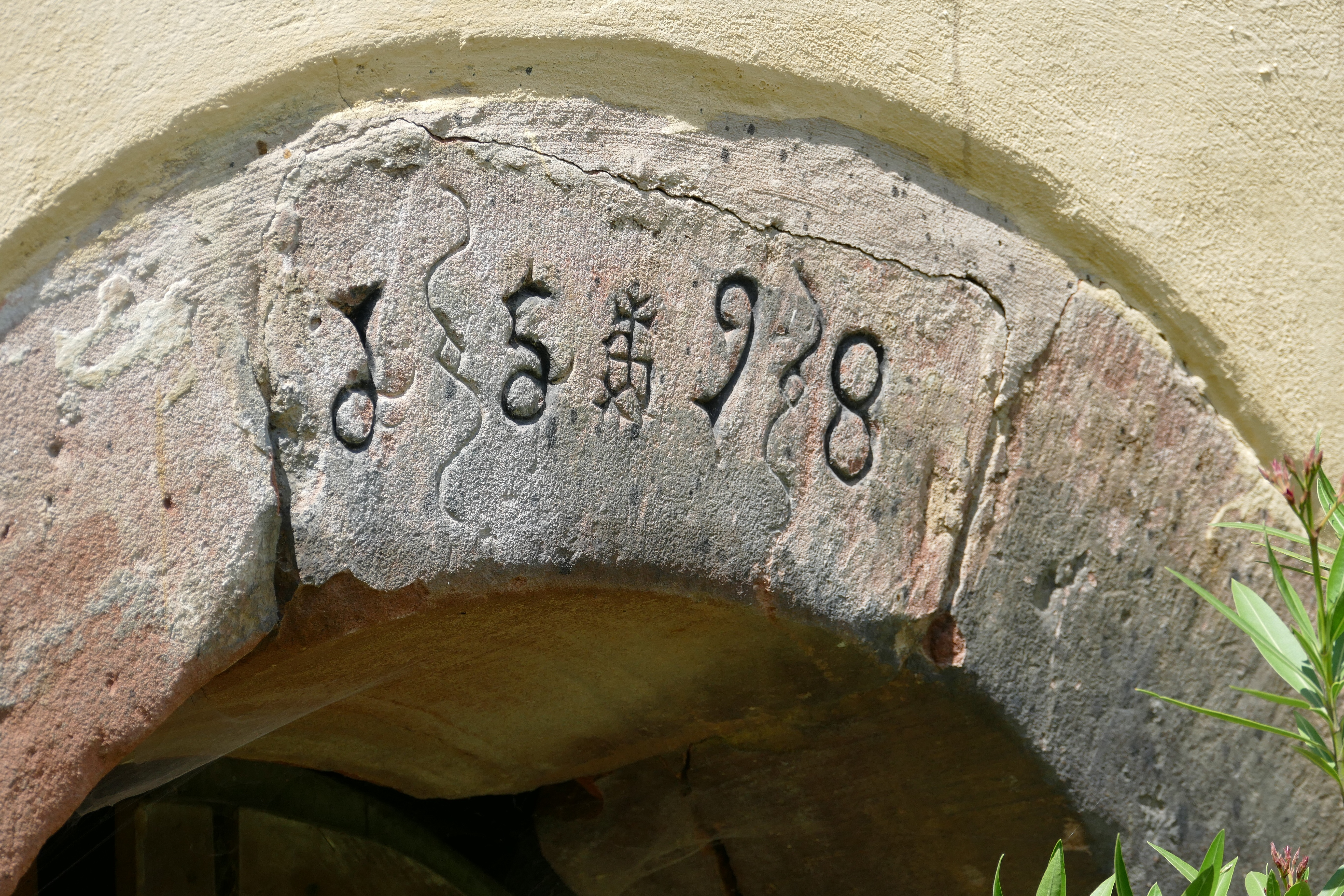
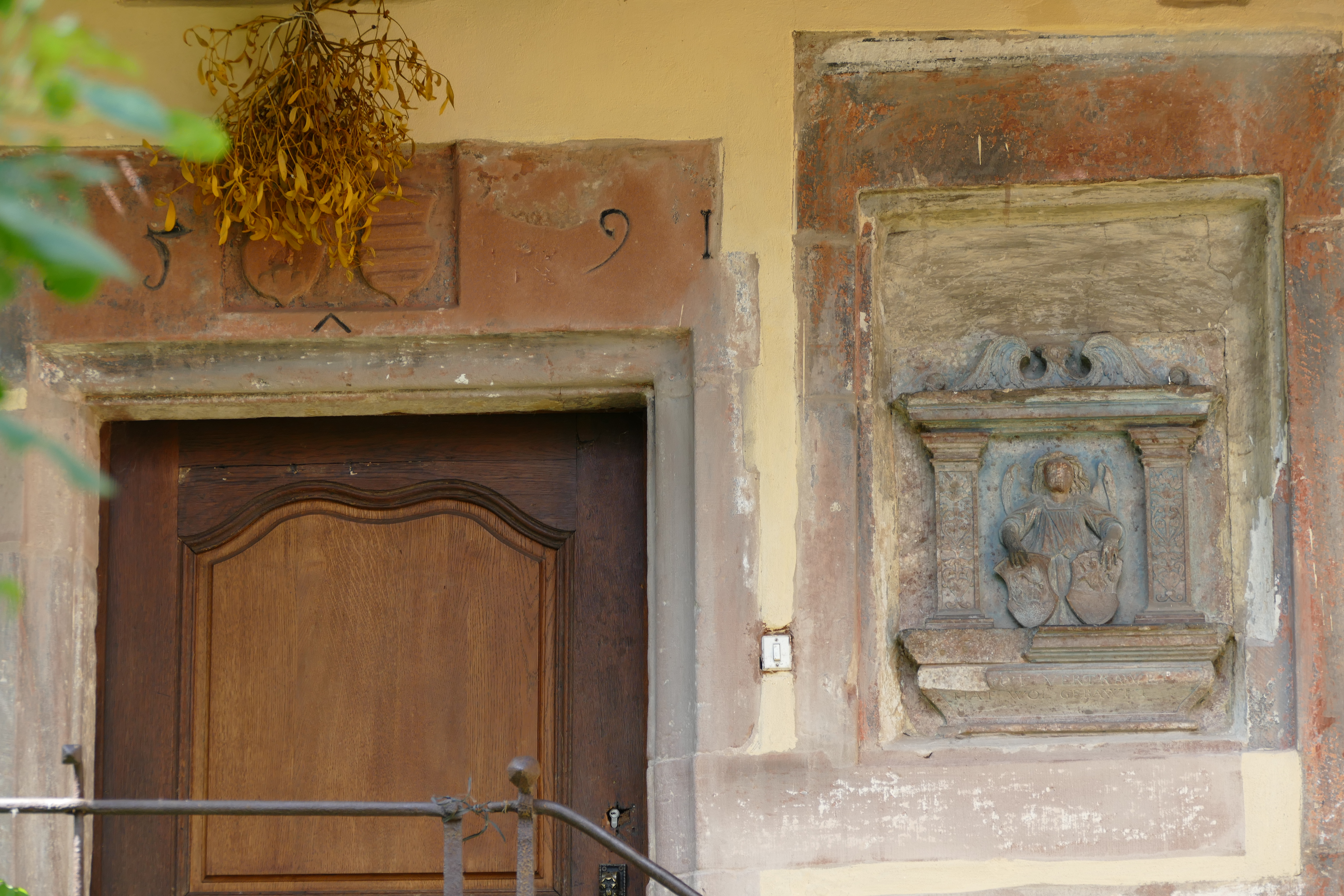
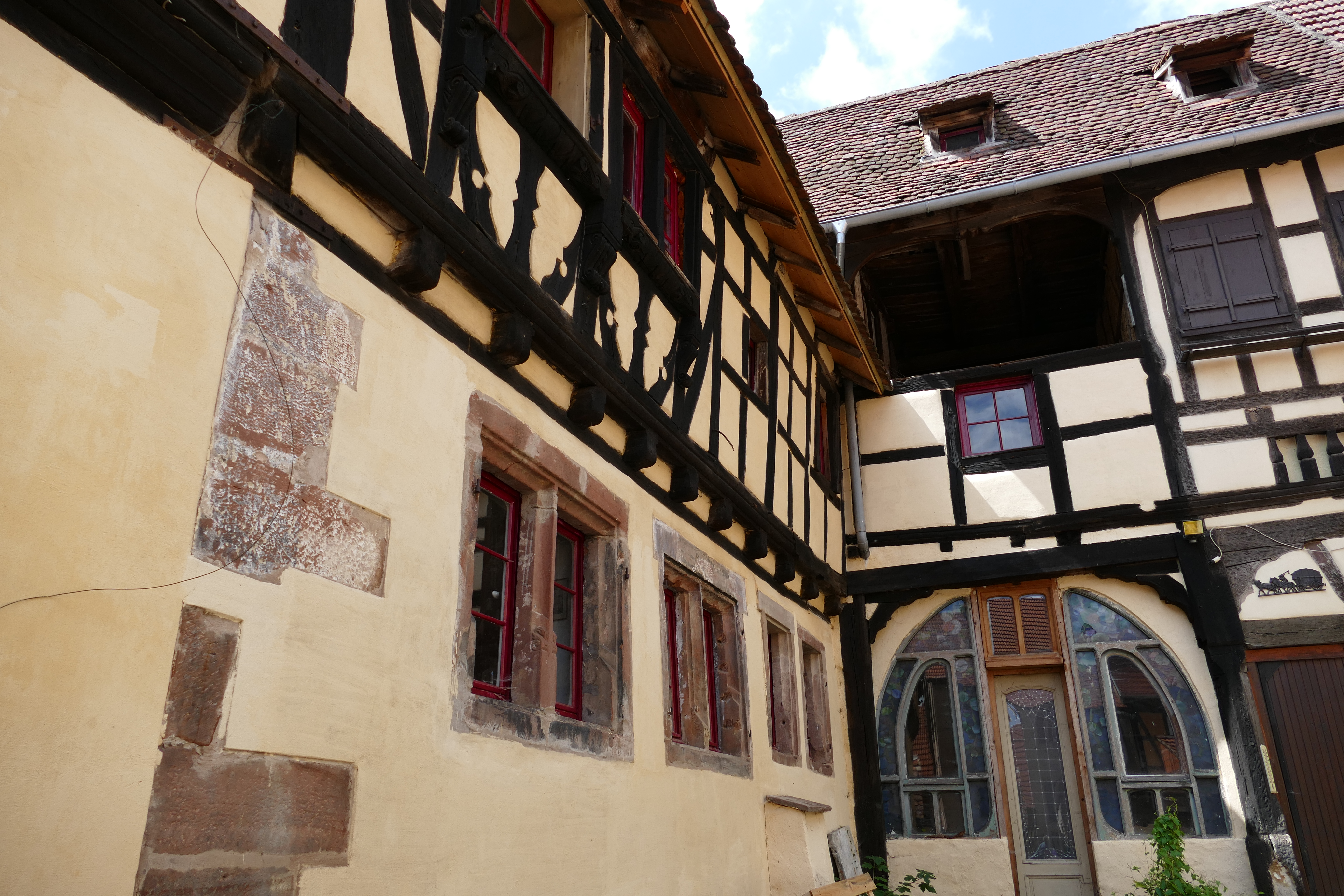
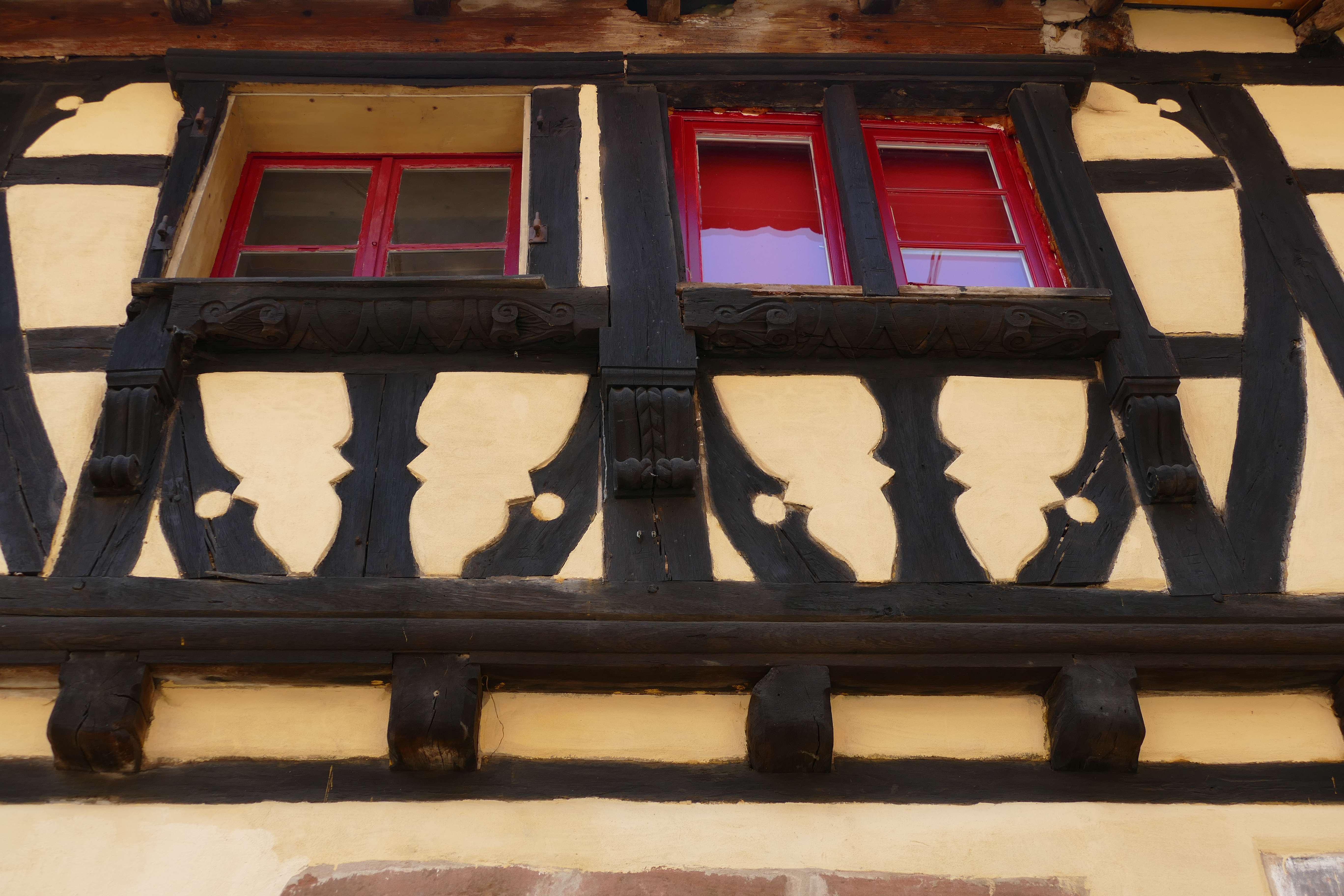
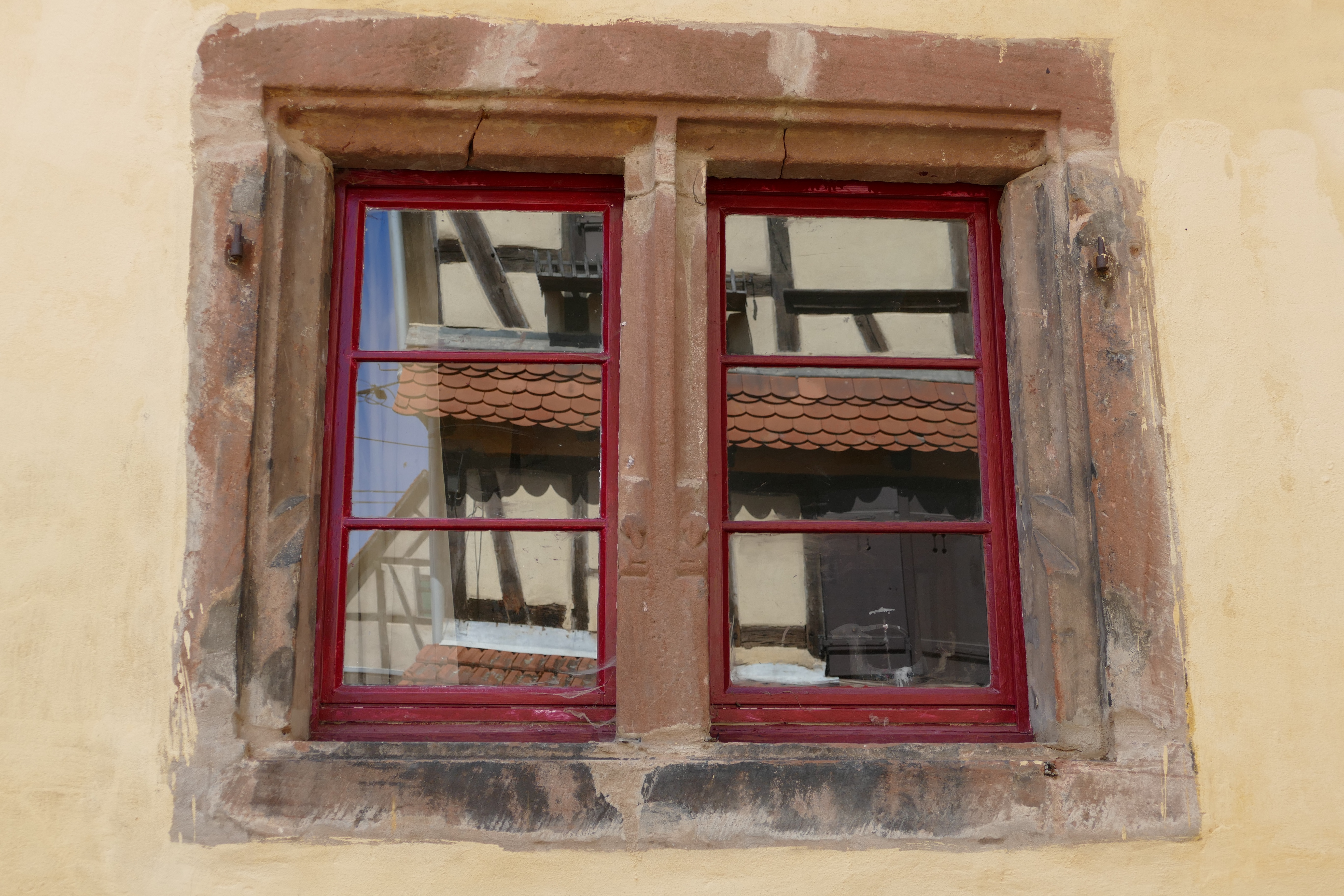